# مارك واشنطن
مارك واشنطن (بالإنجليزية: Mark Washington)‏ هو لاعب كرة قدم أمريكية أمريكي، ولد في 28 ديسمبر 1947 في شيكاغو في الولايات المتحدة.

## وصلات خارجية
- مارك واشنطن على موقع مرجع كرة القدم المحترفة.كوم (الإنجليزية)